# Amedeo Giacomini
Pour les articles homonymes, voir Giacomini.
Amedeo Giacomini (né à Varmo en 1939 et mort à San Daniele del Friuli le 23 janvier 2006) est un écrivain et poète italien contemporain.

## Biographie
Poète originaire du Frioul, Amedeo Giacomini a écrit et en italien et en frioulan. Son choix de s’exprimer en frioulan remonte au tremblement de terre de 1976.
En 1987, certains de ses poèmes sont inclus dans l’anthologie de poésie dialectale éditée par Franco Brevini, aux côtés d'auteurs tels Tonino Guerra ou Delio Tessa (en).
Par ailleurs, Giacomini enseignait la philologie à l'Université d'Udine.

## Œuvres en italien
Prose
- Manovre (1968)
- L'arte d'andar per uccelli con vischio (1969)
- Andrea in tre giorni (1981)
- Il giardiniere di Villa Manin (2004)
- Il ragazzo del Tagliamento (2007, posthume)

Poésie
- La vita artificiale (1968)
- Incostanza di Narciso (1973)
- Es-fragmenta (1985)
- Il disequilibrio (1985)
- Antologia privata (1988)

## Œuvres en frioulan
Prose
- Tal ospedal (1987)
- Andar per uccelli; comprende L’arte dell’andar per uccelli con vischio e L’arte dell’andar per uccelli con reti (2000)

Poésie
- Tiare pesante (1977)
- Vâr (1978)
- Sfueis (1981)
- Sfueis di un an (1984)
- Lune e sclesis (1986)
- Presumût unviâr (1987)
- Tal grin di Saturni (1990)
- In âgris rimis (1994)
- Tango (1997)

## Distinctions
- Prix Rapallo (1967)
- Prix Cervia (1969)
- Prix Lanciano (1971)
- Prix Nonino - Risit d'aur (1988)

## Sources
- (it) Cet article est partiellement ou en totalité issu de l’article de Wikipédia en italien intitulé « Amedeo Giacomini » (voir la liste des auteurs).